# NGC 6770
NGC 6770 је спирална галаксија у сазвежђу Паун која се налази на NGC листи објеката дубоког неба.
Деклинација објекта је - 60° 29' 46" а ректасцензија 19h 18m 37,0s. Привидна величина (магнитуда) објекта NGC 6770 износи 12,0 а фотографска магнитуда 12,8. NGC 6770 је још познат и под ознакама ESO 141-49, VV 304, AM 1914-603, PGC 63048.